# Speicher (Germania)
Speicher è un comune di 3.200 abitanti della Renania-Palatinato, in Germania.
Appartiene al circondario (Landkreis) dell'Eifelkreis Bitburg-Prüm (targa BIT) ed è parte della comunità amministrativa (Verbandsgemeinde) di Speicher.